# Skierniewice
Skierniewice là một thị trấn thuộc huyện Skierniewice, tỉnh Łódźkie ở trung tâm Ba Lan. Thị trấn có diện tích 33 km². Đến ngày 1 tháng 1 năm 2011, dân số của thị trấn là 49044 người và mật độ 1491 người/km².